# Conferência das Nações Unidas sobre as Mudanças Climáticas de 2011
A Conferência das Nações Unidas sobre as Mudanças Climáticas de 2011, também chamada Conferência de Durban ou Cimeira de Durban (oficialmente United Nations Climate Change Conference ou COP17) foi realizada entre os dias 28 de novembro e 11 de dezembro de 2011, em Durban, África do Sul. Esta conferência, organizada pelas Nações Unidas, reuniu os líderes mundiais para estabelecer um novo tratado para limitar as emissões de carbono. Foi a 17ª conferência realizada pela UNCCC (Convenção-Quadro das Nações Unidas sobre Mudança do Clima).
A conferência concordou através de um acordo juridicamente vinculativo que inclui todos os países, que será preparada em 2015, e para entrar em vigor em 2020. Houve progressos também em relação a criação de um Fundo Climático Verde para a qual uma estrutura de gestão foi adotada. O fundo distribuirá US $ 100 bilhões por ano para ajudar os países pobres a se adaptarem aos impactos do clima.
Enquanto o presidente da conferência, Maite Nkoana-Mashabane, declarou-lo um sucesso, cientistas e grupos ambientalistas alertaram que a conferência não foi suficiente para evitar o aquecimento global, sendo necessária ação mais urgente.